# The Unwritten Law
The Unwritten Law – trzecie demo polskiej grupy muzycznej Hate. Wydawnictwo ukazało się w 1995 roku nakładem wytwórni muzycznej Vox Mortis. Nagrania zostały zarejestrowane w warszawskim Powerplay Studio w 1995 roku we współpracy z realizatorem Tomaszem Kubiakiem. Sesja nagraniowa odbyła się w składzie Adam "ATF Sinner" Buszko (wokal, gitara), Piotr "Mittloff" Kozieradzki (perkusja), Daniel (gitara basowa, wokal) oraz Ralph (gitara).

## Lista utworów
Opracowano na podstawie materiału źródłowego.
| Nr | Tytuł utworu                  | Słowa      | Muzyka | Długość |
| -- | ----------------------------- | ---------- | ------ | ------- |
| 1. | „Performance”                 | ATF Sinner | Hate   | 03:54   |
| 2. | „The Unwritten Law”           | ATF Sinner | Hate   | 03:15   |
| 3. | „Burn with Hatred”            | ATF Sinner | Hate   | 02:53   |
| 4. | „Living Sacrifice”            | ATF Sinner | Hate   | 02:15   |
| 5. | „Decadance of the Human Race” | ATF Sinner | Hate   | 03:04   |
| 6. | „Evil Art”                    | ATF Sinner | Hate   | 02:46   |
| 7. | „Demigod”                     | ATF Sinner | Hate   | 02:28   |
| 8. | „Convocation”                 | ATF Sinner | Hate   | 02:55   |
|    |                               |            |        | 23:30   |